# Jeriel de Santis
Jeriel Nicolás de Santis Córdova (El Callao, Bolívar, Venezuela, 18 de junio de 2002) es un futbolista venezolano-peruano. Juega como delantero y su equipo actual es el Caracas FC de la Primera División de Venezuela.

## Trayectoria
Jeriel es un jugador venezolano cuya formación se llevó a cabo en las categorías juveniles del Caracas. Hizo su debut en la Primera División de Venezuela a los 16 años. Posteriormente, el 8 de octubre de 2020, firmó un contrato con el Boavista y fue asignado a su equipo filial, donde acumuló 11 apariciones y 4 goles antes de ascender al primer equipo a los 18 años.
Durante la temporada 2021-22, Jeriel se unió al primer equipo del Boavista en la Primeira Liga, participando en 18 partidos y anotando 2 goles. El 18 de agosto de 2022, tras su paso por el Boavista, se unió al F. C. Cartagena B de la Segunda División RFEF, en calidad de cedido por una temporada. Durante su estadía en el equipo español, disputó 20 partidos y logró marcar 11 goles.
Tras el préstamo, volvió a Boavista para disputar la temporada 2023-24 en donde disputó 14 partidos pero no pudo anotar. El 2 de marzo de 2024, el Alianza Lima de Perú anunció la incorporación de Jeriel, con la intención de reforzar su plantilla para competir en la Liga 1 y la Copa Libertadores.
El 31 de julio de 2024, el Alianza de Lima lo cede al C.F. Intercity, pero el 1 de enero de 2025, rompe su cesión. Posteriormente, el 5 de enero, el Alianza Lima anuncia su cesión al Caracas FC de Venezuela.

## Selección nacional
Ha sido internacional con la selección de Venezuela sub-17. El lunes 25 de marzo de 2019 logró marcar un hat-trick ante Bolivia. También fue internacional con la selección sub-23 en el Torneo Maurice Revello.

### Participaciones en juveniles
| Competición                            | Sede    | Resultado    | Partidos | Goles |
| -------------------------------------- | ------- | ------------ | -------- | ----- |
| Campeonato Sudamericano Sub-17 de 2019 | Perú    | Primera fase | 3        | 3     |
| Torneo Maurice Revello de 2023         | Francia | Primera fase | 1        | 0     |

## Estadísticas

### Clubes
Actualizado al último partido disputado el 3 de julio de 2025.
| Club                       | Div.          | Temporada     | Liga  | Liga  | Copas nacionales | Copas nacionales | Copas internacionales | Copas internacionales | Total | Total |
| Club                       | Div.          | Temporada     | Part. | Goles | Part.            | Goles            | Part.                 | Goles                 | Part. | Goles |
| -------------------------- | ------------- | ------------- | ----- | ----- | ---------------- | ---------------- | --------------------- | --------------------- | ----- | ----- |
| Caracas F. C. · Venezuela  | 1.ª           | 2019          | 7     | 0     | 2                | 1                | -                     | -                     | 9     | 1     |
| Caracas F. C. · Venezuela  | Total club    | Total club    | 7     | 0     | 2                | 1                | 0                     | 0                     | 9     | 1     |
| Boavista sub-23 Portugal   | Reg.          | 2020-21       | 11    | 4     | -                | -                | -                     | -                     | 11    | 4     |
| Boavista sub-23 Portugal   | Total club    | Total club    | 11    | 4     | 0                | 0                | 0                     | 0                     | 11    | 4     |
| Boavista F. C. Portugal    | 1.ª           | 2020-21       | 3     | 0     | -                | -                | -                     | -                     | 3     | 0     |
| Boavista F. C. Portugal    | 1.ª           | 2021-22       | 16    | 2     | 2                | 0                | -                     | -                     | 18    | 2     |
| Boavista F. C. Portugal    | 1.ª           | 2022-23       | 0     | 0     | 0                | 0                | -                     | -                     | 0     | 0     |
| Boavista F. C. Portugal    | Total club    | Total club    | 19    | 2     | 2                | 0                | 0                     | 0                     | 21    | 2     |
| F. C. Cartagena B · España | 4.ª           | 2022-23       | 20    | 11    | -                | -                | -                     | -                     | 20    | 11    |
| F. C. Cartagena B · España | Total club    | Total club    | 20    | 11    | 0                | 0                | 0                     | 0                     | 20    | 11    |
| Boavista F. C. Portugal    | 1.ª           | 2023-24       | 12    | 0     | 2                | 0                | -                     | -                     | 14    | 0     |
| Boavista F. C. Portugal    | Total club    | Total club    | 12    | 0     | 2                | 0                | 0                     | 0                     | 14    | 0     |
| Alianza Lima · Perú        | 1.ª           | 2024          | 13    | 0     | -                | -                | 4                     | 0                     | 17    | 0     |
| Alianza Lima · Perú        | Total club    | Total club    | 13    | 0     | 0                | 0                | 4                     | 0                     | 17    | 0     |
| C.F. Intercity · España    | 4.ª           | 2024-25       | 11    | 1     | -                | -                | -                     | -                     | 11    | 1     |
| C.F. Intercity · España    | Total club    | Total club    | 11    | 1     | 0                | 0                | 0                     | 0                     | 11    | 1     |
| Caracas F. C. · Venezuela  | 1.ª           | 2025          | 9     | 5     | 3                | 4                | 5                     | 2                     | 17    | 11    |
| Caracas F. C. · Venezuela  | Total club    | Total club    | 9     | 5     | 3                | 4                | 5                     | 2                     | 17    | 11    |
| Total carrera              | Total carrera | Total carrera | 102   | 23    | 9                | 5                | 9                     | 2                     | 120   | 30    |